# Sekundární elektrony
Sekundární elektrony jsou elektrony vyražené z orbitalu atomového obalu. Vyražení (excitaci) může způsobit například jiný elektron o vyšší energii, rentgenové záření, ionizující záření pocházející z radioaktivní přeměny apod.
Tohoto jevu se využívá například v elektronové mikroskopii nebo rentgenové spektroskopii.